# Silverhaj
Silverhajen är en snabbt växande fisk och är en mycket vanlig och populär akvariefisk i Sverige. Silverhajen är en fredlig, temperamentsfull och livlig stimfisk som trivs bäst om akvariet är inrett med en del växter (på sidorna och i bakkanten) och rötter, men även har en rejäl öppen yta i akvariets mitt.

## Ingen haj
Silverhajen är trots sitt namn ingen haj, utan tillhör familjen karpfiskar. Sitt namn har den fått av sitt sätt att simma och av sitt utseende som påminner lite om vissa hajarter.

## Kräver utrymme
Eftersom silverhajen har behov av att sträcka ut rejält skall akvariet vara långt. Den hoppar en del, och det är nödvändigt med täckglas på akvariet.
Silverhajen blir med åldern relativt stor, den kan bli uppemot 35 centimeter i sin naturliga miljö. Men i ett vanligt akvarium bli silverhajen sällan längre än 20 - 25 centimeter lång. I sina hemmavatten är denna art en matfisk.

## Ifrågasatt som bra akvariefisk
Denna fisk är lättstressad, behöver mycket simutrymme, kan bli ganska stor och är därför egentligen inte lyckad som akvariefisk, om den inte får bo i mycket stora akvarier, den har nämligen lätt för att simma in i akvariebehållarens glasrutor, och då få skador på "nosen".